# Bandera de la República Federal de Centro América
La Bandera de las Provincias Unidas del Centro de América, llamada más tarde República Federal de Centro América, y de sus naciones sucesoras, se componía de tres franjas horizontales con los colores celeste cielo en sus franjas superior e inferior y blanco en la central.
La bandera está basada en la bandera de las Provincias Unidas del Río de La Plata, ya que el líder independentista centroamericano, Manuel José Arce y Fagoaga, en gratitud, tomó los colores y la forma de la bandera que llevaba a bordo la fragata “La Argentina” al mando del corsario franco-argentino Hipólito Bouchard luego de que éste atacó a los realistas apostados en Centroamérica.
La bandera fue adoptada de forma sucesiva, con diferentes escudos (dependiendo de la situación política del momento), por las siguientes naciones extintas:
- Provincias Unidas del Centro de América (1823-1824).
- República Federal de Centro América (1824-1841).
- Federación de Centro América (1851).
- República de América Central o República Mayor de Centro América (1895-1898).
- Estados Unidos de Centroamérica (1898).

Estos estados incluyeron la totalidad o parte de los actuales países de Costa Rica, El Salvador, Guatemala, Honduras y Nicaragua.

## Diseño

Bandera de las Provincias Unidas del Río de la Plata

El diseño de la bandera consistía en tres franjas, dos azules (celeste) y una blanca, la cual se basaba en la bandera de las Provincias Unidas del Río de la Plata, porque dicho país fue el único país hispanoamericano en permanecer independiente durante la reconquista de la América española.

## Evolución

Bandera de las Provincias Unidas del Centro de América, 1823-1824

### La lucha por la Independencia

Bandera de las Provincias Unidas del Centro de América, 1823-1824

La bandera celeste-blanco-celeste fue izada en territorio centroamericano el 4 de julio de 1818 por el corsario francés Hipólito Bouchard en nombre de las Provincias Unidas del Río de la Plata, que en plena lucha contra las fuerzas españolas tomó posesión de algunas islas de la costa de Nicaragua.
En 1822 el general salvadoreño Manuel José Arce, quien se oponía a la anexión de Centroamérica por parte del Imperio Mexicano, le pidió a su esposa María Felipa Aranzamendi y a su hermana Manuela Antonia que confeccionaran un pabellón con los colores blanco y celeste en homenaje a la bandera que fue plantada como símbolo de la libertad en las costas centroamericanas. Dicha bandera fue bendecida el 20 de febrero de 1822, y enarbolada durante las numerosas batallas que llevó a cabo contra las tropas imperiales.

### Provincias Unidas
Una vez terminada la guerra de secesión de México, y las antiguas provincias coloniales de San Salvador, Guatemala, Comayagua, Nicaragua y Costa Rica se unieron en la nación denominada Provincias Unidas del Centro de América, la bandera de Arce fue adoptada de forma oficial para toda la República el 21 de agosto de 1823.
La bandera de las Provincias Unidas contenía en su centro el escudo nacional. El pabellón militar llevaba a menudo el lema "DIOS UNIÓN LIBERTAD" en letras doradas. Dicha bandera todavía permanece como el pabellón mercante de El Salvador.

### República Federal

Bandera de la República Federal de Centro América, 1824-1840

En 1824 una nueva constitución fue aprobada, que entró en vigor desde 1825, que cambió el nombre del país a República Federal de Centro América. La bandera se acogió de nuevo sin ninguna variante, excepto por el escudo que pasó de ser circular a ser ovalado.
Una vez que la República Federal se disolvió en 1838 y 1840, cada uno de los países que la componían adoptó de manera unánime los colores blanco y azul, con pequeños cambios respecto a sus vecinos, los cuales eran generalmente relativos al escudo nacional ubicado en el centro.

### Federación Centroamericana
El 2 de abril de 1851 Honduras, El Salvador y Nicaragua se reúnen de nuevo en una sola entidad bajo el nombre de Federación de Centro América, en un intento de restablecer la unidad regional.
La dieta de la Federación Centroamericana decidió el 22 de abril de 1851 que la bandera constaría de tres franjas horizontales con los colores azul, blanco y azul con el escudo de armas de la nación en el centro. Dicho escudo era similar al de las Provincias Unidas, estando rodeado por el nombre del Estado y constando de tan solo tres volcanes, en representación de los tres países integrantes de la federación.

### República Centroamericana

Bandera de la República de América Central, 1895-1898

La República de América Central (oficialmente República Mayor de Centro América), fue el último intento serio de El Salvador, Honduras y Nicaragua para unirse en un solo país. El estado existió desde 1896 (debido al Pacto de Amapala de 1895) y se disolvió el 21 de noviembre de 1898, cuando ya se denominaba Estados Unidos de Centroamérica. El diseño de la bandera fue casi la misma que en 1851, pero el nombre del estado era ahora diferente y el número volcanes eran cinco de nuevo. Algunas versiones se muestran cinco estrellas amarillas, en referencia a los cinco primeros miembros de la federación.

## Banderas sucesoras
Todas las banderas de los países en que se dividió esta federación (Costa Rica, El Salvador, Guatemala, Honduras y Nicaragua) se basan en la bandera de las Provincias Unidas del Centro de América. Las banderas de estos países siguen también la secuencia de colores azul, blanco y azul. Sólo Costa Rica agregó a su diseño el color rojo, y Guatemala adoptó las franjas en posición vertical.
Los escudos nacionales de la mayoría de estos países son muy similares a las armas de las Provincias Unidas y (por tanto), también las de sus vecinos. Algunas armas contienen referencias explícitas a la unión centroamericana, incluso en la ubicación del país en América Central. Sólo el escudo de Guatemala es diferente. Debido a estas circunstancias las banderas son difíciles de distinguir.
Este marco también debe tenerse en cuenta que tanto las cinco estrellas en la bandera de Honduras como los cinco volcanes en las banderas de El Salvador y Nicaragua, se refieren a los cinco miembros originales de las Provincias Unidas y el deseo de que la federación vuelva a formarse una vez más.
|                       |
| Bandera de Costa Rica |

|                        |
| Bandera de El Salvador |

|                      |
| Bandera de Guatemala |

|                     |
| Bandera de Honduras |

|                      |
| Bandera de Nicaragua |